# Matrimillas
Matrimillas o matripuntos (“matri” del latín matrimonīum y “milla” del latín mille passus) se refieren a un sistema informal de puntos simbólico que utilizan las parejas durante la convivencia para acceder a determinados beneficios personales. Cada acción individual puede sumar o restar y según la contabilización se determina si cada persona tiene los puntos adecuados para realizar la actividad que desea.
El término es una analogía de los programas de viajero frecuente que ofrecen las aerolíneas comerciales. De esta manera, un miembro de la pareja hace una concesión o un gesto y a cambio obtiene puntos que podrá utilizar para hacer algo de su propio interés. Este sistema de intercambios,  acuerdos y retribuciones mutuas puede ser explícito o implícito, es decir, acordado abiertamente por la pareja o darse de manera natural.
En los Estados Unidos esta práctica lleva el nombre de “brownie points” y data de 1951.

## Uso en la cultura popular
La película argentina Matrimillas que estrenó Netflix el 7 de diciembre de 2022 está basada en este concepto. La protagonizan Luisana Lopilato y Juan Minujín y está dirigida por Sebastián De Caro.